# アラン・デイヴィス (俳優)
アラン・デイヴィス（Alan Davies、1966年3月14日 - ）は、イギリスの俳優・コメディアン・作家。

## 来歴
イングランド東部のエセックス州ロートンで生まれる。父は会計士、母はアランが6歳の時に他界し、その後は兄姉たちに育てられた。ロートンの継続教育カレッジで演劇とコミュニケーションに関する一般教育修了上級レベル資格を取得後、ケント大学で演劇学を修めた。2003年には同大学で名誉博士号を授与された。
妻はライター・編集者のケイティ・マスケル。
アーセナルFCのファンであり、通年の入場パスを所有し、応援サイトとしてのポッドキャスト【Playback】のホストも務めている。また、ディヴィスはペスクタリアン（菜食主義の一種）を実践しており、その啓発ビデオ Wasted Lives のナレーションも務めている。

## キャリア
1988年からスタンドアップのコメディアンとして舞台を踏み、1991年には『タイムアウト』誌によって「Best Young Comic」と評された。1994年からは英国放送協会のラジオ1で Alan's Big One のホストを務めたのを皮切りに、その後テレビ・ラジオに出演、1997年にはミステリ・ドラマシリーズ『奇術探偵ジョナサン・クリーク』で主演を果たした。
バラエティ番組やドラマシリーズへのゲスト出演のほか、著作活動も手がけている。
2010年秋、BBC２において田舎のコテージホテルを舞台にしたシチュエーションコメディ【Whites】の放送がディヴィスの主演で開始された。